# おっとっと

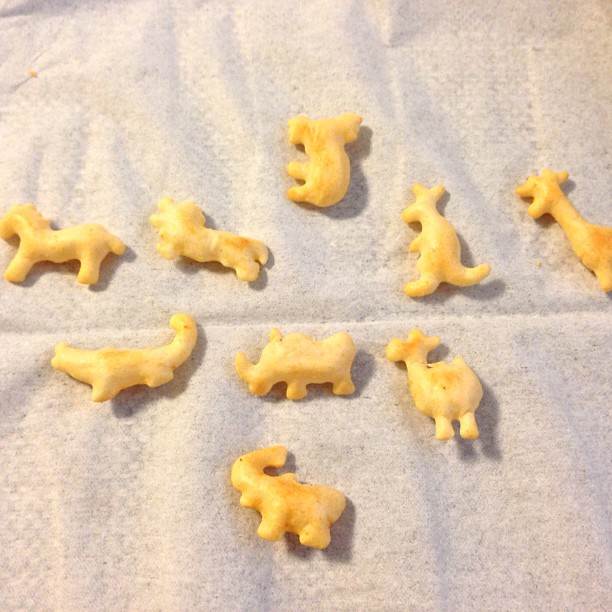
どうぶつのなかまおっとっと

おっとっととは、森永製菓が製造・販売・発売している魚介類の形をしたミニスナック菓子。
1982年4月発売。
また、おっとっとは犬用もあり、犬用はユニチャームペットと共同で製造している。

## 概要

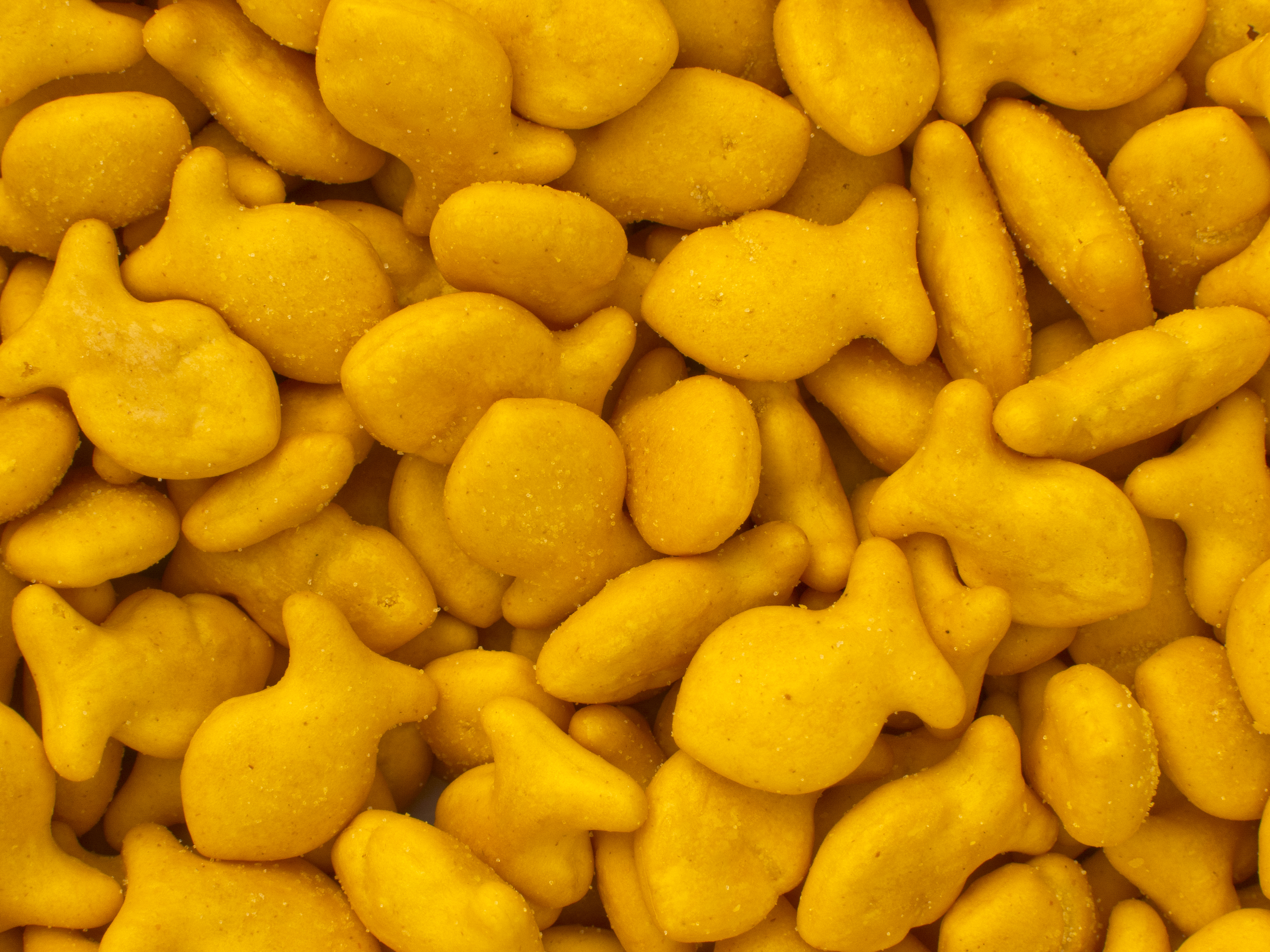
アメリカPepperidge Farm社Goldfish

語源は、ある社員が居酒屋で「とっておいて」と言いたかったそうだが、呂律が回っておらず「とっとっと」と口にし、この語にインパクトがあり、通常、菓子は夫が食べるものではなかったので夫にもとっておくという意味とかけて「おっと」に通じることから名づけられた。
1962年発売のアメリカPepperidge Farm社の人気商品、Goldfishに似た形態をしている。
全国各地に「ご当地おっとっと」を展開、明治製菓の「ご当地カール」、江崎グリコの「ご当地プリッツ」などと共に、地域限定スナックの1つに挙げられる。バリエーションとして袋入りのスーパーおっとっとも存在する。
マスコットの名前はとと丸（モチーフは鯨）と、ベジタブルおっとっとのパッケージに描かれているととベジータ（とと丸の遠い親戚という設定の為、とと丸同様鯨をモチーフにしているが、体色はとと丸が赤と青なのに対してこちらは橙と緑で、麦わら帽子をかぶっており、麦わら帽子の下にはトマトの蔕のようなものが生えている）。CM後のサウンドロゴ「♪おっとっとと〜のおっとっと」は、ひげ剃りとカット25セントをモチーフにしている。

## ミニスナックの形状

### おっとっと

#### 共通
おっとっと・スーパーおっとっとの両方に使われているもの。
- イカ
- カニ
- カメ
- タコ
- ヒトデ
- フグ
- マグロ

#### おっとっとのみ
おっとっとだけに使われているもの。
- ウニ
- エビ
- マンボウ

#### スーパーおっとっとのみ
かつてはおっとっとにも使われていたが現在はスーパーおっとっとだけに使われているもの。
- アユ
- クジラ

#### ひみつのなかま
上記のものとは別に長らく非公表とされていたひみつのなかまが7種類存在した。現在はひみつのなかまも公表され、さらに1種類を期間限定で追加している。
- とと丸（本名:鯨野とと丸）
- 錨
- イルカ
- タツノオトシゴ
- クリオネ
- 潜水艦
- ペンギン

かつてはタツノオトシゴの代わりにクラゲがあった。
以下は期間限定品。
- タイ
- 幸運のフグ（腹を膨らませたフグ）
- まねきねこ丸（とと丸にネコミミをつけたアレンジ版）
- 大ダコ
- ダイオウイカ

その他複数存在する。
スーパーおっとっとには1種類存在するが、こちらは現在も非公表になっている。

### どうぶつのなかまおっとっと
おっとっと発売30周年を記念して発売された限定版おっとっとサファリをレギュラー化したもの。2014年販売停止。
- カンガルー
- キリン
- コアラ
- サイ
- シマウマ
- ゾウ
- トラ
- ライオン
- ラクダ
- ワニ

#### ひみつのなかま
おっとっとと同じく、ひみつのなかまも5種類あり、さらに1種類が期間限定で追加される。
- アルパカ
- ウサギ
- ゴリラ
- リス
- ワシ
- マンモス（限定品）
- 白鳥（限定品）

#### おっとっとサファリのみ
- カバ
- カラス
- コンドル
- ニワトリ
- ブタ

### ベジタブルおっとっと
2015年発売
- トマト
- カボチャ
- ホウレンソウ
- ニンジン
- ナス
- エンドウマメ
- かかし
- 鍬
- アヒル
- ウサギ
- ととベジータ
- ひみつのなかま（非公表）

## ラインナップ
（過去・現在を含めて）
- おっとっと（うすしお味）
- おっとっと ソース焼きそば味
- おっとっと ピザ味
- おっとっと 青のり味
- おっとっと ぎょうざ味
- おっとっと コンソメ味
- おっとっと ラーメン味（醤油味）
- おっとっと チキンラーメン味
- おっとっと たこやき味
- おっとっと やきにく味
- おっとっと バーベキュー味
- おっとっと チーズ味
- スーパーおっとっと 塩味
- スーパーおっとっと コンソメ味
- おっとっと 焼きカレー味

ほか。

## CMタレント
現在
- 石橋貴明（2022年4月 - ）

過去
- 劇団東京乾電池（綾田俊樹・ベンガル）（1984年）
- とんねるず（1983年 - ）
- 村上信五（2017年3月 - ） - 「おっとっと」発売35周年記念プロジェクトイメージキャラクター。TAKATSUKING名義。

## コラボレーション商品
- お菓子なパズル 森永おっとっと - ハナヤマから発売。パッケージを模したパズル。
- リラックマ - レア菓子型として、リラックマ、コリラックマ、キイロイトリの三種類が存在した。（2013年11月 - 2014年1月）
- ポケットモンスター - ポケモンキャラクターの形状をしたシリーズ。（2018年、2019年）

## 海外版
- 台湾版は「阿羅哈（ALOHA）」と称して、台湾森永製菓が製造・販売している。
- 韓国版は「コレパプ（고래밥）」と称して、森永製菓と技術提携を結び、韓国のオリオンが販売している。
- 中国版として「好多鱼」（英語表記は「MARINE BOY」）が作られている。

## その他
- おやちゃい - 明治製菓(現・明治)がかつて販売していた。野菜を練りこみ、その野菜の形をしたスナック菓子。